# GSMA Mobile World Congress

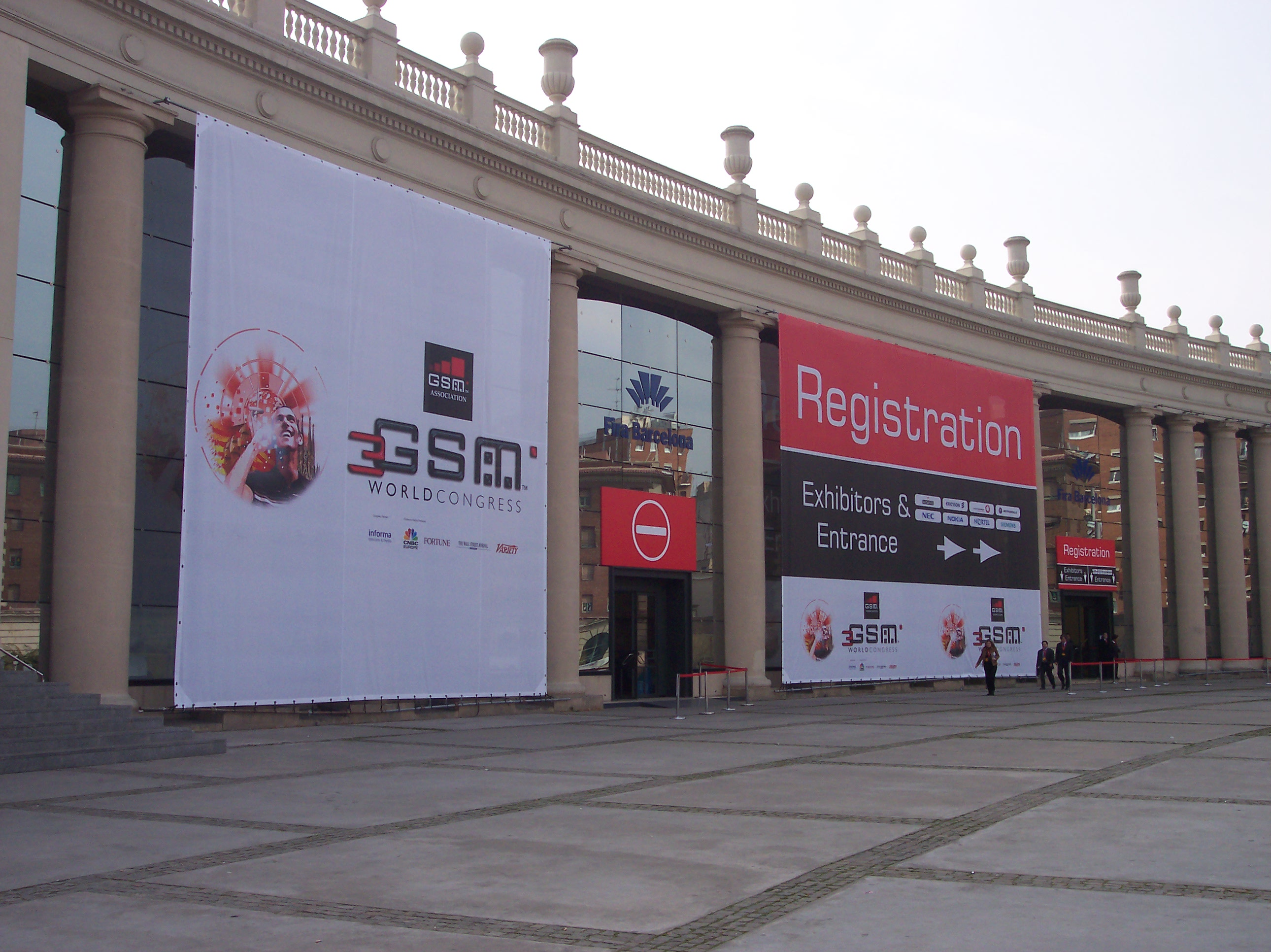
3GSM World Congress (heute MWC Barcelona) – Barcelona (2006)

Der MWC Barcelona ist eine seit 1987 (außer 2020) jährlich stattfindende Messe rund um den Mobilfunk. Mit über 100.000 Besuchern und über 2.000 Ausstellern ist sie die größte Europas. Veranstalter ist die GSM Association. Die Messe erregt öffentlich besondere Aufmerksamkeit durch die Vorstellung neuer Smartphones oder anderer technischer Neuerungen.

## Geschichte
Das erste Mal fand die Messe im Jahr der Gründung der GSM Association, 1987, in London unter dem Namen GSM World Congress statt. 1995 war Madrid der Austragungsort.
Von 1996 bis 2005 wurde die Messe auf einem Gelände an der Côte d’Azur in Cannes veranstaltet. 2006 verlegte man die Messe aufgrund von Kapazitätsproblemen in Cannes und der geplanten Renovierung des dortigen zentralen Congress-Gebäudes nach Spanien auf das etwa doppelt so große Messegelände am Montjuïc in Barcelona mit besserer Verkehrsinfrastruktur.
Von 2001 bis 2007 war die Messe unter dem Namen 3GSM World Congress bekannt. Die Veranstalter entschlossen sich zu einer Umbenennung ab 2008, um die aktuellen Entwicklungen auf dem Gebiet auch mit dem Namen optimal zu berücksichtigen.
In der ersten Jahreshälfte 2011 liefen Verhandlungen über den Austragungsort der Messe ab dem Jahr 2013. Zur Auswahl standen Barcelona, Mailand, Paris und München. Im Juli 2011 entschieden sich die Veranstalter, für weitere fünf Jahre am Austragungsort Barcelona festzuhalten. Im Juli 2015 wurde bekannt, dass der MWC bis mindestens 2023 am Standort Barcelona festhalten wird.
2020 wurde die Messe seit ihrer Gründung erstmals abgesagt. Nachdem im Zuge der COVID-19-Pandemie seit Anfang 2020 immer mehr Aussteller erklärten, der Messe fernzubleiben, sagte der Veranstalter am 12. Februar 2020 die Messe offiziell ab.

## Chronik

### 2014
Der MWC 2014 fand vom 24. bis 27. Februar 2014 statt.
- HTC: Desire 610, Desire 816
- Lenovo: S660, S850, S860, YOGA Tablet 10 HD+
- LG: G Pro 2, G2 mini
- Nokia: 220, Asha 230, X
- Samsung: Galaxy S5, Gear 2 Smartwatch, Gear Fit Fitness-Armband
- Sony: Xperia M2
- 64-Bit-Chips von Intel (Merrifield), Qualcomm (Snapdragon 610 und 615) und MediaTek

### 2015
Der MWC 2015 fand erstmals im März, vom 2. bis 5. März 2015 statt.
- Acer: Jade Z
- Alcatel: Idol 3, Smartwatch, TalkBand B2
- BQ: Aquaris M5
- Google: Android Pay[6]
- HP: Spectre X360
- HTC: One M9, Vive, HTC Grip
- Huawei: MediaPad X2, Watch
- Jolla: Sailfish OS 2.0[7]
- Kazam: Tornado 552L
- LG: G Flex 2, Leo, Joy, Manga, Spirit, Watch Urbane
- Microsoft: Lumia 640 und Lumia 640 XL[8]
- Nokia: N1
- Pebble: Time
- Samsung: Galaxy S6, Galaxy S6 Edge
- Saygus: V2
- Sony: Xperia M4 Aqua, Xperia Z4 Tablet
- ZTE: Blade S6 Plus

### 2016
Im Jahr 2016 fand der Kongress mit Messe vom 22. bis 25. Februar 2016 statt.
- Acer: Liquid Jade 2, Liquid Zest
- Alcatel: Idol 4, Idol 4S, Pop 4, Pop 4+, Pop 4S, Plus 10
- CAT: S60
- Gionee: Elife S8
- HP: Elite x3
- HTC: Desire 530, Desire 630, Desire 825, One X9
- Huawei: Mate Book
- Lenovo: Tab3 7, Tab3 8, Tab3 10, Vibe K5, Vibe K5 Plus
- LG: G5
- Oppo Electronics: SmartSensor Image Stabilisation, Super VOOC
- Samsung: Galaxy S7, Galaxy S7 Edge
- Sony: Xperia X, Xperia XA, Xperia X Performance
- Xiaomi: Mi 4s, Mi 5
- ZOPO: Speed 8
- ZTE: Blade V7, Blade V7 Lite

### 2017
Im Jahr 2017 fand der Kongress mit Messe vom 27. Februar bis zum 2. März statt.
- HMD Global: Nokia 3310 (2017), Nokia 3, Nokia 5, Nokia 6
- Sony: Xperia XA1, Xperia XZ
- Samsung: Galaxy Book, Tab S3
- Huawei: P10
- Blackberry: Keyone

### 2018
Im Jahr 2018 fand der Kongress mit Messe vom 26. Februar bis zum 1. März statt.
- Samsung: Galaxy S9
- HMD Global: Nokia 8810 (2018), Nokia 7 Plus,
- Sony: Xperia XZ2
- Xiaomi: Redmi Note 5 Pro
- Huawei: MediaPad M5 8, MateBook X Pro
- Lenovo: Yoga 530
- Deutsche Telekom: Hallo Magenta

### 2019
Im Jahr 2019 fand der Kongress mit Messe vom 25. Februar bis zum 28. Februar statt.
- Energizer: P18K Pop
- Microsoft: HoloLens 2
- Xiaomi: Mi 9 und Mi Mix 3 (5G)
- Huawei: Mate X
- HMD: Nokia 9 PureView
- Nubia: Alpha
- Oppos: 10x-Zoom-Kamera, 5G-Smartphone
- LG: V50 ThinQ 5G und LG G8 ThinQ
- Sony: Xperia 1, Xperia 10, Xperia 10 Plus, Xperia L3

### 2022
Im Jahr 2022 fand der Kongress mit Messe vom 28. Februar bis zum 3. März statt.
Die Veranstalter nennen etwa 1500 Aussteller aus fast 150 Ländern und erwarten bis zu 60.000 Besucher. Zahlreiche neue Geräte werden gezeigt. Drei Themen stehen im Fokus der Branche: verschärfte Preiskämpfe unter Anbietern, der Ausbau der Netze und – unter dem Eindruck des Krieges in der Ukraine seit dem 24. Februar 2022 – die Sicherheit der Nutzer.

## Besucher- und Ausstellerzahlen
| Jahr | Aussteller | Besucher |
| ---- | ---------- | -------- |
| 2007 | 1.300      | 55.000   |
| 2008 | 1.300      | 55.000   |
| 2009 | 1.300      | 47.000   |
| 2010 | 1.300      | 49.000   |
| 2011 | 1.400      | 60.000   |
| 2012 | 1.500      | 67.000   |
| 2013 | 1.700      | 72.000   |
| 2014 | 1.800      | 85.000   |
| 2015 | 2.000      | 93.000   |
| 2016 | 2.200+     | 101.000  |
| 2017 | 2.300+     | 108.000+ |
| 2018 | 2.400+     | 107.000+ |
| 2019 | 2.400+     | 109.000+ |

## Global Mobile Awards
Die Global Mobile Awards werden im Rahmen der MWC in mehreren Kategorien, für beispielsweise besonders innovative Hersteller, bestes Smartphone des letzten Jahres oder bestes mobiles Tablet verliehen. Die Preise werden dabei von mehr als 300 unabhängigen Experten, Analysten, Journalisten, Forschern und Vertretern von diversen Mobilfunkbetreibern vergeben.

### 2013
Geräte:
- Bestes Smartphone: Samsung Galaxy S3
- Bestes Feature-Phone oder Einsteigerhandy: Nokia Asha 305
- Bestes mobiles Tablet: Nexus 7
- Gerätehersteller des Jahres: Samsung
- Bestes mobiles Gerät der MWC 2013: HTC One

Mobile Apps:
- Beste mobile App für Endanwender: Facebook
- Beste mobile App für Unternehmen: Evernote
- Beste mobile App (Jurypreis): Waze[29]
- Innovativste mobile App: Chok! Chok! Chok!

### 2014
Geräte:
- Bestes Smartphone: HTC One
- Bestes Feature-Phone oder Einsteigerhandy: Nokia 105
- Bestes Smartphone im Niedrigpreissegment: Nokia Lumia 520
- Bestes mobiles Tablet: iPad Air
- Gerätehersteller des Jahres: LG
- Bestes mobiles Gerät der MWC 2013: Samsung Gear Fit

Mobile Apps:
- Beste mobile App für Unterhaltung: Device 6
- Beste mobile App (Jurypreis): CityMapper
- Innovativste mobile App: CamMe
- Smartphone App Challenge Akbank Direkt Mobile App

### 2015
Geräte:
- Bestes Smartphone: iPhone 6 und LG G3
- Bestes Smartphone im Niedrigpreissegment: Motorola Moto E
- Bestes mobiles Tablet: Microsoft Surface Pro 3
- Bestes Wearable: Motorola Moto 360

Mobile Apps:
- Beste mobile Musik-App: SPINNR
- Bestes mobiles Spiel: Asphalt 8: Airborne
- Beste Foto-, Video-, Kunst- oder TV-App: Peel Smart-Remote
- Beste mobile Medien- und Publikations-App: Start a Conversation
- Beste mobile App (Jurypreis): IFTTT
- Innovativste mobile App: Game on

### 2016
Geräte:
- Bestes Smartphone: Samsung Galaxy S6 Edge
- Bestes Smartphone im Niedrigpreissegment: Xiaomi Redmi 2
- Bestes mobiles Tablet: Microsoft Surface Pro 4
- Bestes Wearable: ActivHearts

Mobile Apps:
- Beste mobile Musik-App: SoundCloud
- Bestes mobiles Spiel: Vainglory
- Beste Foto-, Video-, Kunst- oder TV-App: HOO0
- Beste mobile App (Jurypreis): Google Cardboard
- Innovativste mobile App: MakeUp Genius von L’Oréal

### 2019
Geräte
- Bestes Smartphone: Huawei Mate 20 Pro
- Bestes Wearable: Samsung Galaxy Watch

Mobile Apps:
- Bestes mobiles Spiel: Fortnite
- Innovativste mobile App: SK Telecom für T Map
- Beste mobile Erfindung für Bildung: Aira: Visual Interpreter for the Blind